# Északi-középhegység
Az Északi-középhegység vagy Észak-magyarországi-középhegység elnevezés kétféle jelentésben is használható: 
- Szűkebb értelemben a Magyarország északkeleti részén található hegyvidéki területeket jelenti, ahol Magyarország legmagasabb hegyei is találhatóak. Ebben az esetben nem önálló földrajzi egységről van szó, hanem geopolitikai elnevezésről, mivel ez a terület a valóságban egy olyan hegyvonulat része, amely földrajzilag Szlovákia területére is átnyúlik. A kifejezés a szocialista időszakban vált közkeletűvé Magyarországon, amikor a szlovák-magyar határt egyben földrajzi választóvonalnak is tekintették.
- A kifejezés tágabb, eredeti földrajzi értelmében azt az egész hegyvonulatot jelenti, amely a Visegrádi-hegységtől a Szalánci-hegységig húzódik. A hegység nagyobb része Magyarország északkeleti részén, Észak-Magyarország régióban található, de a magyar-szlovák határ mentén mindvégig átnyúlik Szlovákia területére is. A hegyvonulat szlovák neve Matransko-slanská oblast. Szócikkünkben a tágabb értelmezést követjük.

Az Északi-középhegység az Északnyugati-Kárpátok belső vulkanikus övéhez tartozik. Fő részei délről észak, illetve nyugatról kelet felé haladva: Visegrádi-hegység, Börzsöny, Gödöllői-dombság, Cserhát, Mátra, Bükk-vidék, Cserehát, Eperjes–Tokaji-hegység, Zempléni-szigethegység. (Az Aggteleki-karsztot a szűkebb, geopolitikai értelmezés esetén szintén az Északi-középhegység részének tekintik, földrajzilag viszont valójában a Gömör–Szepesi-érchegységhez tartozó Gömör–Tornai-karszt Magyarországra átnyúló része.)
Az Északi-középhegység és a Dunántúli-középhegység közös összefoglaló neve Magyar-középhegység. Az Északi-középhegységben található Magyarország legmagasabb pontja, a Kékes. A középhegység legnépesebb városa Miskolc.

## Részei

### Nyugati szakasz

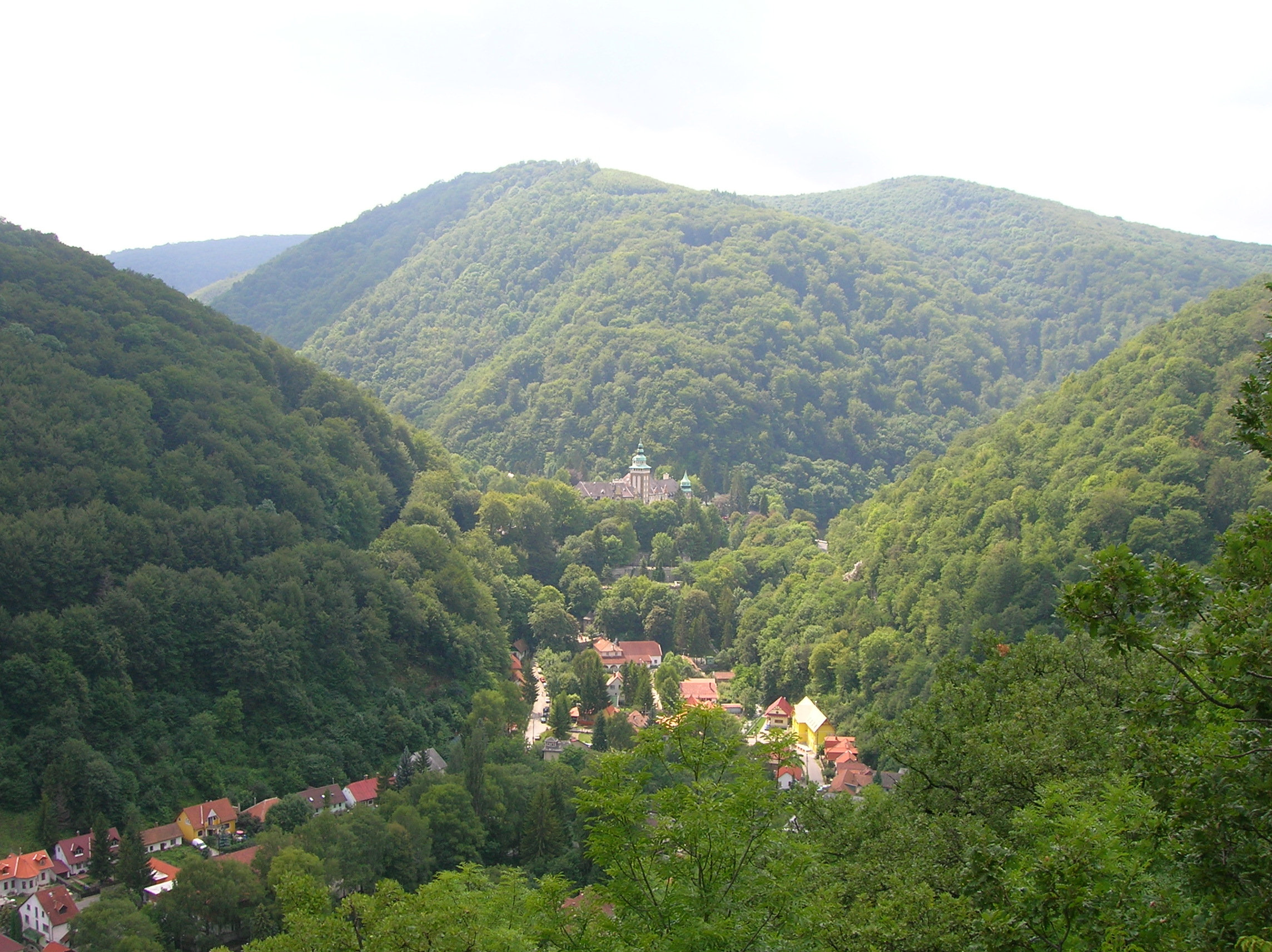
Lillafüred látképe a Bükk-vidék területén

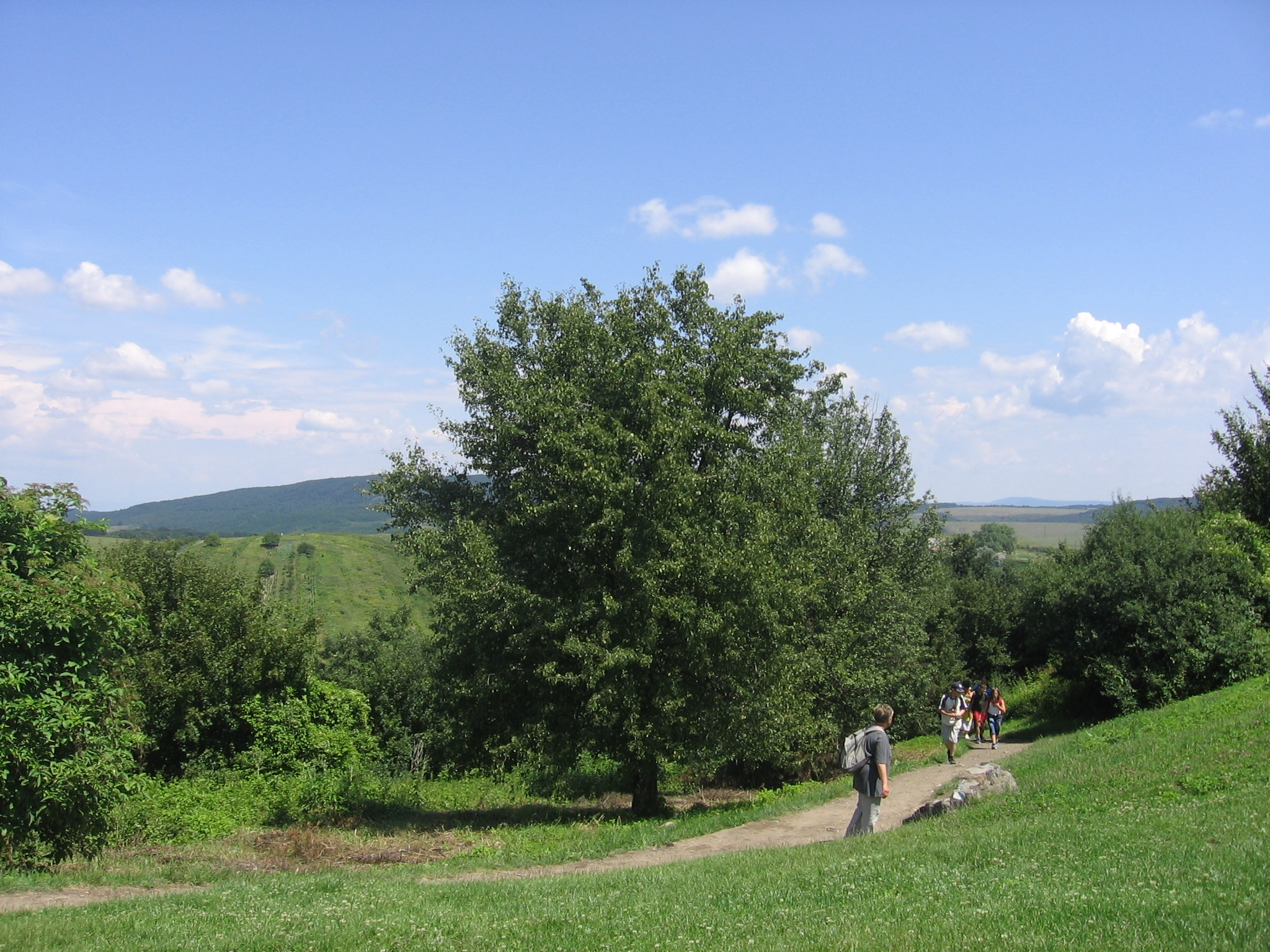
A Cserhát Hollókő közelében

A Visegrádi-hegységet a Kétbükkfa-nyereg és a Szentléleki-patak völgye választja el a Dunántúli-középhegységhez tartozó Pilistől. Ez egyben az Északi-középhegységet és a Dunántúli-középhegységet elválasztó geológiai törésvonal is. A Visegrádi-hegységet a köznyelvben – helytelenül – gyakran a Pilis részének tartják. Fő csúcsa a Dobogó-kő (699 m).
A kb. 600 km2 területű Börzsöny a Visegrádi-hegység folytatása. Nagyrészt vulkanikus eredetű, kőzetanyaga andezit és andezittufa. Északról az Ipoly határolja, délről a Duna, kelet felől pedig a Nógrádi-medence választja el a Cserháttól. Legmagasabb pontja a 938 méter magas Csóványos. Szlovákia területén a Burda kapcsolódik hozzá.
A Cserhát ugyancsak andezitből áll, de az erózió sokkal jobban lekoptatta, gyakorlatilag dombvidék. Legmagasabb pontja a Karancs-tető (727 m).
A Gödöllői-dombság és a Monor-Irsai-halomvidék szintén az Északi-középhegységhez sorolható, mint annak legdélebbi nyúlványai és legalacsonyabb elemei. Átmeneti tájegységet alkotnak az Alföld felé. Ezek azonban löszből állnak.

### Középső szakasz

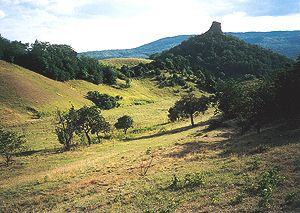
Az Ajnácskői-hegység Szlovákiában

A Mátrában található a Kékes, Magyarország legmagasabb pontja (1014 m), de magának a hegységnek az átlagmagassága csak 600 méter, ebből a szempontból megelőzi a szomszédos Bükk hegység. A Mátra szintén vulkanikus eredetű, nagyrészt andezitből áll.
A Karancs-Medves-vidék a Karancs hegységet és a Medves-Ajnácskői-hegységet foglalja magában. A vidék vízrajzi különlegessége, hogy itt húzódik a Kárpát-medence két legnagyobb folyójának, a Dunának és a Tiszának a vízválasztó vonala.
- A Karancs-hegység (szlovákul: Mučínska vrchovina) vulkanikus eredetű, anyaga andezit. Legmagasabb pontja a 727 méter körüli magas Karancs.
- A Medves-Ajnácskői-hegység vagy régebbi nevén Nógrád-Gömöri bazaltvidék a Karancshoz hasonlóan vulkanikus hegycsoportokból áll, anyaga azonban bazalt. Két fő része a Medves-fennsík és az Ajnácskői-hegység (szlovákul: Planina Medveš és Hajnáčska vrchovina). A Medves-fennsík Magyarország legnagyobb kiterjedésű, 500 méter feletti összefüggő fennsíkja.

A Gömör-Hevesi-dombság 300-500 méter magas dombvidék, amely hosszan átnyúlik Szlovákia területére is. Homokkő, homok, kavics és riolittufa építi fel. Szlovákiában található északi része a Gömöri-dombvidék (szlovákul: Bučenská vrchovina). A dombság déli fele a Vajdavár-dombvidék, amelyet a szlovák-magyar határ két oldalán húzódó Gömöri-erdőhát (Petrovská vrchovina) és a Magyarországon található Heves–Borsodi-dombság vagy Ózd-Pétervásárai-dombság alkot.
A Karancs-Medves-vidék és a Gömöri-Hevesi-dombság szlovákiai területeit Szlovákiában Cseres-hegység (Cerová vrchovina) néven ismerik.

### Keleti szakasz

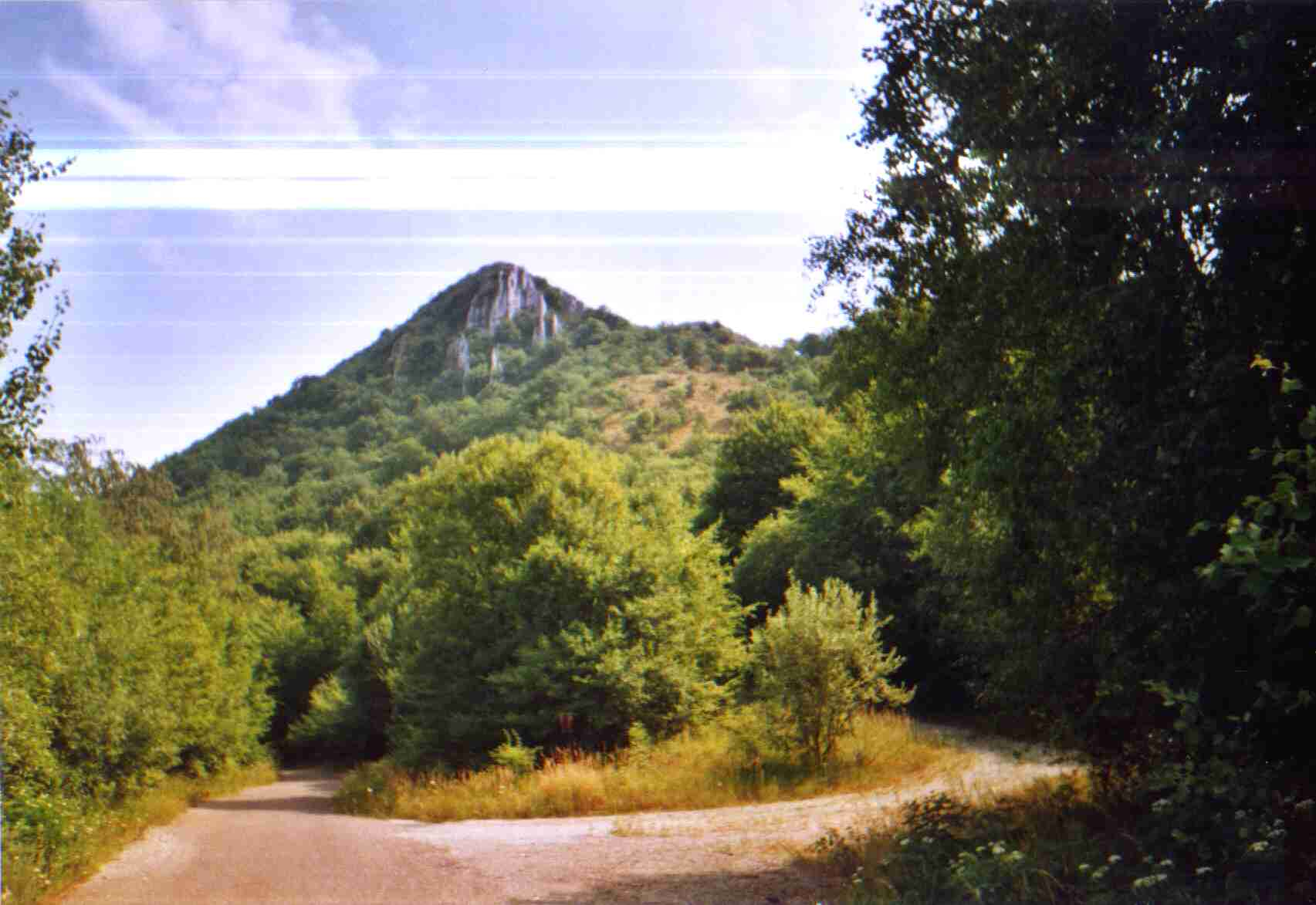
A Bükk Bélapátfalva közelében

A Bükk nagyrészt mészkőhegység, a Bükk-fennsíkot körülvevő területen riolit és riolittufa is előfordul.
A Cserehát dombvidék, amely a Bódva és a Hernád között a Sajóig húzódó területen fekszik. Átlagos magassága 300-400 méter. Területét agyag és homok borítja, néhol márványszerű aprókristályos mészkő található.
Az Eperjes–Tokaji-hegység az Északi-középhegység legkeletibb része. Néha nem az Északi-középhegységhez sorolják, hanem külön hegységcsoportnak tekintik. Fő tagjai a Zempléni-hegység és a Szalánci-hegység. A Zempléni-hegység Magyarország területére esik, a Szalánci-hegység zöme viszont Szlovákiában található.
- Zempléni-hegység vagy más néven Tokaji-hegység vulkanikus eredetű, kőzetanyaga riolit és andezit. Híres szőlőtermesztő vidék. Északi részén a Bózsva és mellékvizeinek medencéje a Hegyköz.
- Szalánci-hegység (szlovákul Slanské vrchy): túlnyomó része Szlovákiában húzódik. A Magyarországon található Nagy-Milic hegycsoport földrajzi szempontból a Szalánci-hegység déli nyúlványa, az országhatár miatt azonban többnyire a Zempléni-hegység részeként tárgyalják.

A Zempléni-szigethegység (szlovákul: Zemplínske vrchy) Szlovákiában található. Az Északi-középhegység legkeletibb tagjaként szigetszerűen emelkedik ki a Zempléni-síkból.
Geopolitikai szempontból általában szintén az Északi-középhegységhez sorolják az Aggteleki-karsztnak nevezett, 300–500 méter átlagmagasságú mészkő- és dolomithegységet. Ez valójában a Szlovákiába átnyúló Gömör–Tornai-karszt része, tehát földrajzilag nem az Északi-középhegység, hanem a Gömör–Szepesi-érchegység része. A Bükk hegységtől északra fekszik, a két tájegységet a Sajó völgye választja el. Itt találhatóak Magyarország leghíresebb barlangjai, köztük a Baradla-barlang.

## Ásványkincsei
- barnakőszén
- mészkő
- lignit
- kavics
- színesfémek (nem bányásszák)
- nemesfémek (nem bányásszák)
- vasérc (nem bányásszák)
- barit (nem bányásszák)
- kovaföld
- zeolit
- bentonit
- kaolinit
- perlit
- anhidrit és gipsz
- andezit